# لویی فره‌را
لویی فره‌را (انگلیسی: Louis Ferreira؛ زادهٔ ۲۰ فوریهٔ ۱۹۶۶) یک هنرپیشه اهل پرتغال و کانادا است. وی از سال ۱۹۸۶ میلادی تاکنون مشغول فعالیت بوده‌است او شباهت زیادی به سیلوستر استالونه دارد .
از فیلم‌ها یا برنامه‌های تلویزیونی که وی در آن نقش داشته است می‌توان به تک‌تیرانداز، اره ۵، اره ۴، طلوع مردگان، انگیزه، مرداب و کوکتل اشاره کرد.